# Stefan Regmunt

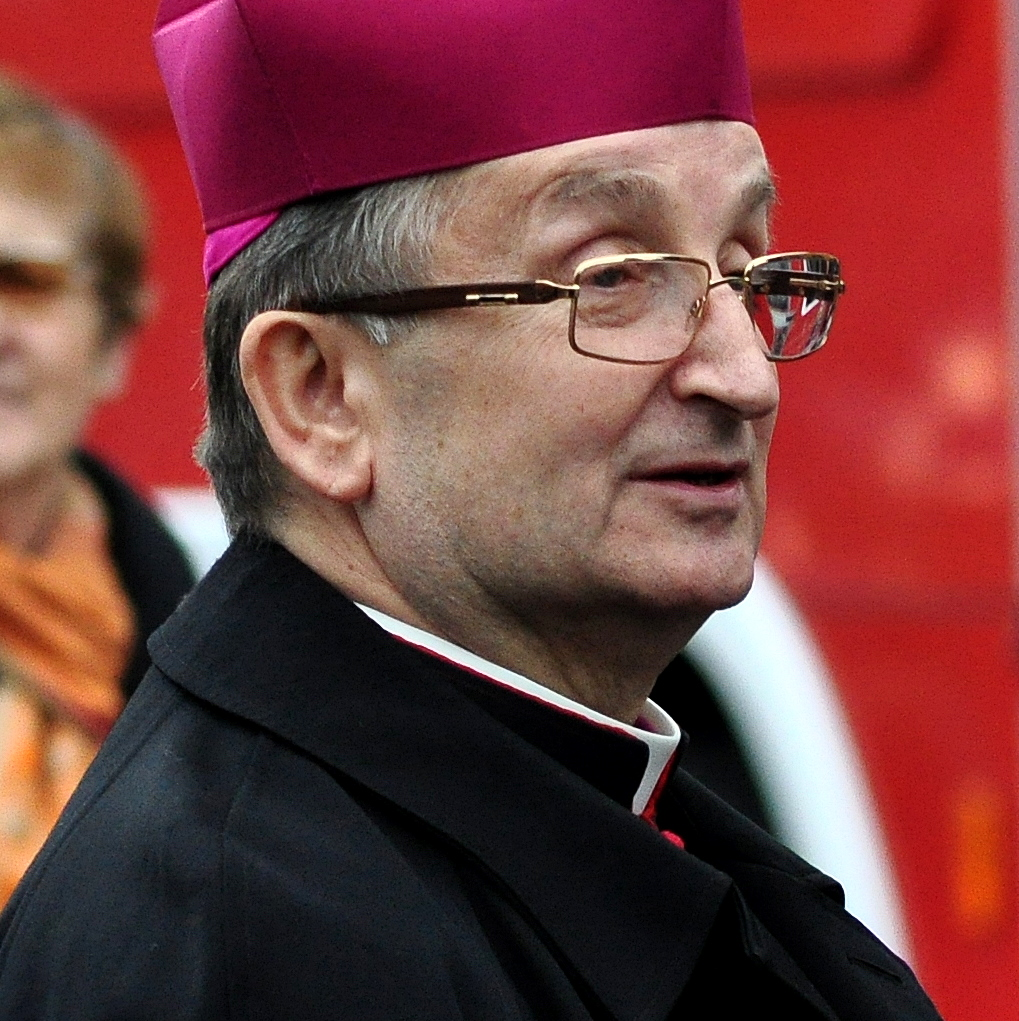
Stefan Regmunt

Wappen von Stefan Regmunt

Stefan Regmunt (* 20. Juni 1951 in Krasnystaw in der Woiwodschaft Lublin, Polen) ist ein polnischer römisch-katholischer Theologe und emeritierter Bischof von Zielona Góra-Gorzów.

## Leben
Er besuchte die Volksschule seines Heimatorts. 1965 zog er mit seinen Eltern nach Jedlina-Zdrój in Niederschlesien. Nach dem Abitur trat er in das Priesterseminar des Erzbistums Breslau ein. Unterbrochen durch den Wehrdienst studierte er an der Päpstlichen Theologischen Fakultät von Breslau und wurde am 29. Mai 1976 im Breslauer Dom vom Metropoliten Henryk Roman Kardinal Gulbinowicz zum Priester geweiht. Zunächst in der Gemeindepastoral tätig studierte er ab 1981 Psychologie an der Katholischen Universität Lublin. Von 1986 bis 1992 war er Präfekt und Vizerektor des Metropolseminars in Breslau. Mit der Errichtung des Bistums Legnica (dt.: Liegnitz) 1992 wurde er in den dortigen Klerus inkardiniert. Bischof Tadeusz Rybak ernannte Stefan Regmunt im März zum ersten Rektor seines Priesterseminars in Legnica. Er war Dozent im Seminar und der Theologischen Hochschule in Legnica und an der Päpstlichen Theologischen Fakultät in Breslau. Von 1992 bis 1994 war er Direktor der katechetischen Schule in Legnica. Am 17. November 1993 erhielt er von Papst Johannes Paul II. den Ehrentitel Kaplan Seiner Heiligkeit (Monsignore).
Am 3. Dezember 1994 ernannte ihn der Papst zum Weihbischof in Legnica und zum Titularbischof von Castellum Medianum. Die Bischofsweihe spendete ihm der Papst persönlich am 6. Januar 1995 im Petersdom in Rom. Mitkonsekratoren waren der Offizial des päpstlichen Staatssekretariats, Erzbischof Giovanni Battista Re, und der Sekretär des Kardinalskollegiums, Erzbischof Jorge María Mejía. Sein bischöflicher Wahlspruch lautete: Servire in caritate („mit Liebe zu dienen“).
Am 29. Dezember 2007 ernannt ihn Papst Benedikt XVI. zum Bischof von Zielona Góra-Gorzów. Die feierliche Einführung in sein neues Bistum fand am 19. Januar 2008 in der Kathedrale St. Marien (Mariendom) in Gorzów Wielkopolski (deutsch Landsberg an der Warthe) und am 26. Januar 2008 in der Konkathedrale St. Hedwig in Zielona Góra (deutsch Grünberg i. Schlesien) statt.  
In der polnischen Bischofskonferenz war Regmunt Vorsitzender der Arbeitsgemeinschaft für den Krankendienst (CEP - Health Service). Am 5. Januar 2011 ernannte ihn Papst Benedikt XVI. zum Mitglied des Päpstlichen Rates für die Pastoral im Krankendienst.
Papst Franziskus nahm am 23. November 2015 seinen vorzeitigen Rücktritt an.